# Myiopsitta luchsi
Espèce
Statut de conservation UICN

 LC  : Préoccupation mineure
Statut CITES
La Perriche des falaises (Myiopsitta luchsi) est une espèce d'oiseaux appartenant à la famille des Psittacidae.

## Taxonomie
Elle était auparavant considérée comme une sous-espèce de la Conure veuve (Myiopsitta monachus). Dans son Illustrated Checklist of the Birds of the World, Handbook of the Birds of the World la place entre les touis du genre Nannopsittaca et Brotogeris, et lui donne le nom normalisé CINFO de Perriche des falaises.

## Description
Cet oiseau mesure environ 29 cm de longueur. Longtemps considéré comme une sous-espèce de la Conure veuve, il s'en distingue par la coloration grise du front, des joues et de la poitrine plus claire et plus brillante mais aussi plus étendue au niveau de la tête et de la poitrine. Le jaune du ventre est également beaucoup plus marqué.

## Répartition
Cet oiseau vit dans les vallées xérophytes du centre de la Bolivie.